# بی‌بلید برست
بِی‌بلِید برست (ژاپنی: ベイブレードバースト هپبورن: Beiburēdo Bāsuto) یا فرفره انفجاری (انگلیسی: Beyblade Burst)  یک مانگای ژاپنی ساخته شده توسط هیرو موریتا بر پایهٔ فرنچایز بی‌بلید اثر تاکارا تامی است. سومین نسخه این فرنچایز پس از مجموعه‌های متال فایت، بی‌بلید برست توی‌لاین در ۱۵ ژوئیه ۲۰۱۵ شروع شد و مانگای اصلی از اوت ۲۰۱۵ تا دسامبر ۲۰۲۱ به صورت سریالی‌شده در مجله مانگای کودکان کوکورو کامیک از شوگاکوکان منتشر شد و در ۲۰ جلد تانکوبون گردآوری شد. در آوریل ۲۰۱۷، شعبه آسیای جنوب شرقی شوگاکوکان، انتشار این مانگا را به زبان انگلیسی آغاز کرد.
یک انیمهٔ اقتباسی توسط اوال‌ام در تمام ایستگاه‌های پخش تی‌اکس‌ان در ژاپن در ۴ آوریل ۲۰۱۶ پخش شد.

## یادداشت
1. ↑  تا قسمت ۴۸